# Nervo ulnare
Il nervo ulnare è un nervo misto di cospicue dimensioni che origina dal tronco secondario mediale del plesso brachiale. Comprende fibre provenienti da C8 e T1; spesso riceve fibre da C7. Durante il suo tragitto il nervo ulnare decorre vicino all'ulna. Il legamento ulnare collaterale dell'articolazione del gomito è in stretta relazione con il nervo ulnare. Questo nervo è il più grande nervo non protetto nel corpo umano (cioè non ricoperto da muscoli o ossa), quindi le sue lesioni sono un evento comune. Il nervo ulnare è strettamente collegato al mignolo e alla metà adiacente dell'anulare, infatti innerva la zona palmare di queste dita, compresa la parte anteriore e posteriore delle ultime falangi, fino ai rispettivi letti ungueali.
Grazie alle sue branche, il nervo ulnare ricopre sia funzioni motorie (cioè controlla muscoli) sia funzioni sensitive (ossia si occupa della capacità percettiva cutanea di alcune aree specifiche dell'arto superiore) .
È conosciuto da tutti per il dolore "frizzante" che provoca battendo la faccia posteriore del gomito quando questo è flesso. Difatti, al pari del nervo mediano, che rappresenta l’altro principale asse portante della motilità del braccio, il nervo ulnare è quindi fondamentale per il movimento e la funzione cognitiva. A differenza del primo, però, il nervo ulnare è un nervo non protetto, nel senso che esso scorre al di fuori di un tessuto prettamente osseo.
In sostanza, questo nervo si muove su un tappeto osseo, ma sulla sua sommità è sormontato unicamente da muscoli, che come detto ne favoriscono la immobilizzazione, non presentando però alcun rivestimento protettivo. Questa caratteristica spiega, peraltro, l’estrema vulnerabilità del nervo ulnare alle sollecitazioni che possono interessarlo.
In particolare, il nervo ulnare passa, come detto, attraverso un apposito spazio che sorge tra il solco dell’epitrocleo ed è supportato da una fascia muscolare che ha la specifica funzione di mantenerne stabile la posizione.
Proprio questa conformazione spiega, ad esempio, quel fastidioso sintomo di scossa elettrica che si avverte quando si colpisce uno spigolo con il gomito: in quella circostanza, infatti, si verifica una improvvisa, ma momentanea, compressione della sede all’interno della quale si trova abitualmente il nervo ulnare, con irradiazione di questa sensazione fino al palmo della mano. Infatti passando dalla regione del braccio a quella dell'avambraccio il nervo si fa superficiale e scavalca il gomito passando dietro all'articolazione del gomito: esso perciò in questo punto è scoperto e non protetto da muscoli quindi più suscettibile a traumi.

## Decorso
Il nervo origina in cavità ascellare, dal tronco secondario mediale del plesso brachiale. Il nervo discende immediatamente andando a decorrere nella loggia anteriore del braccio a ridosso e subito al davanti del setto intermuscolare mediale.

### Braccio
Nella loggia anteriore del braccio il nervo si porta verso il basso mantenendosi medialmente rispetto all'arteria brachiale (la quale lo separa dal nervo mediano), fino al punto di inserimento del muscolo coracobrachiale (circa 5 cm sopra il bordo mediale dell'omero). Giunto così a circa metà del braccio il nervo perfora il setto intermuscolare mediale: continua il suo decorso lungo la faccia dorsale del setto e si mantiene nella loggia posteriore del braccio, accompagnato da vasi collaterali ulnari superiori. Il nervo quindi decorre nella regione posteriore dell'omero, passa quindi dietro l'epicondilo mediale (nel tunnel cubitale) portandosi nell'avambraccio.

### Avambraccio
Il nervo ulnare non è contenuto nella fossa cubitale. Il nervo infatti penetra nel compartimento anteriore (flessore) dell'avambraccio tra i due capi del muscolo flessore ulnare del carpo, giacendo medialmente nella loggia anteriore dell'avambraccio assieme all'arteria ulnare ed altri vasi ulnari, fra il flessore ulnare del carpo e la parte mediale del flessore profondo delle dita, ai quali fornisce la propria innervazione. Il nervo emette anche rami per l'articolazione del gomito.
Vicino al polso, il nervo decorre superficialmente al retinacolo dei flessori ma rimane coperto dal legamento carpale volare e infine penetra nella mano.
Nel suo decorso nell'avambraccio il nervo emette una serie di rami collaterali:
- Branca muscolare del nervo ulnare: innervano il muscolo flessore ulnare del carpo e la metà mediale del muscolo flessore profondo delle dita
- Branca palmare del nervo ulnare: nasce nella regione centrale dell'avambraccio e innerva la cute sopra l'eminenza ipotenar.
- Branca dorsale del nervo ulnare (o nervo dorsale della mano): si stacca dal nervo ulnare circa 7,5 cm sopra il polso, quindi nel terzo inferiore dell'avambraccio. Questa branca si porta subito posteriormente, perforando la fascia antibrachiale e raggiungendo la regione posteriore del carpo; le sue fibre nervose si portano alla cute dorsale della parte mediale della mano e alla cute dorsale del 5° dito e della parte mediale del 4° dito (tramite cosiddetti nervi digitali dorsali del mignolo e dell'anulare)
- Rami articolari: innervano l'articolazione del gomito.

### Mano
Il nervo ulnare supera il polso ed entra nella mano passando lateralmente all'osso pisiforme e superficialmente al retinacolo dei flessori attraversando il canale di Guyon. A quest'altezza il nervo emette i seguenti rami:
- Nervo palmare superficiale della mano: questo nervo comprende una piccola componente motoria destinata al muscolo palmare breve e una componente sensitiva destinata a parte della cute palmare mediale della mano e alla faccia palmare del 5° dito e della parte mediale del 4° dito.
- Nervo palmare profondo della mano: accompagna il ramo profondo dell'arteria ulnare fino alle zone più profonde della mano decorrendo tra i tendini del muscolo flessore profondo e superficiale delle dita ed i muscoli interossei palmari; è un nervo esclusivamente motorio destinato a tutti i muscoli dell'eminenza ipotenar (ad eccezione del palmare breve), ai muscoli interossei, al 3° e 4° muscolo lombricale, all'adduttore del pollice e al capo profondo del flessore breve del pollice dell'eminenza tenar.
- Rami articolari al polso.

## Territorio di innervazione
Il nervo ulnare innerva 2 muscoli dell'avambraccio (flessore ulnare del carpo e parte mediale del flessore profondo delle dita) e gran parte della muscolatura intrinseca della mano (a eccezione dei primi 2 muscoli lombricali e di alcuni muscoli dell'eminenza tenar). Fornisce inoltre un'innervazione sensitiva alla parte mediale della cute della mano. Emette rami destinati al gomito.